# ウーマンドリーム (アルバム)
『ウーマンドリーム オリジナルサウンドトラック』は、関西テレビ系ドラマ『ウーマンドリーム』の主題歌・挿入歌を集めたコンピレーション・アルバム。1992年12月2日、ZAIN RECORDS / B-JINから発売され（規格品番はBJCL-1005）、1993年4月2日に、ZAIN RECORDSから再発売された（規格品番はZACL-2007）。

## 内容
当時、Mi-Keのメンバーであった宇徳敬子と近藤房之助（いずれも、当時のB.B.クィーンズのメンバー）の「Good-by morning」のミディアム、スローの両バージョンを収録。また、SO-FIの「一度だけのRainy Night」は初代ボーカリストの岩切玲子が唯一、作曲を手がけた作品で、このコンピレーションアルバムにしか収録されていない。後にDEENが結成され、メンバーとなる池森秀一はこの作品が事実上のデビュー作で、「DREAMIN'」は翌年にDEEN「このまま君だけを奪い去りたい」カップリングとしてリメイク収録される。

## 収録曲
| #         | タイトル                               | 作詞       | 作曲               | 編曲              | 歌                    | 時間  |
| --------- | -------------------------------------- | ---------- | ------------------ | ----------------- | --------------------- | ----- |
| 1.        | 「Bye For Now」                        | 森友嵐士   | 森友嵐士           | 明石昌夫・T-BOLAN | T-BOLAN               | 4:38  |
| 2.        | 「悲しき自由の果てに」                 | 川島だりあ | 川島だりあ         | 西田魔阿思惟      | 川島だりあ            | 3:54  |
| 3.        | 「Good-by morning 〜Medium Version〜」 | 庄野真代   | 中島薫C.A.         | 長戸大幸          | 宇徳敬子 & 近藤房之助 | 4:57  |
| 4.        | 「一度だけのRainy Night」              | 岩切玲子   | 岩切玲子・大島康祐 | 大島康祐          | SO-FI                 | 4:27  |
| 5.        | 「Dream, In My Love」                  | 矢嶋良介   | 矢嶋良介           | 葉山たけし        | 矢嶋良介              | 5:19  |
| 6.        | 「さよならには届かない」               | 小田佳奈子 | 栗林誠一郎         | 栗林誠一郎        | 栗林誠一郎            | 5:07  |
| 7.        | 「〜My Blue〜ひとめだけでも」          | 瀬木佑未子 | 瀬木祐未子         | 寺尾広            | 瀬木佑未子            | 5:22  |
| 8.        | 「DREAMIN'」                           | 池森秀一   | 池森秀一           | 大島康祐          | 池森秀一              | 3:58  |
| 9.        | 「Goob-bye morning 〜Slow Version〜」  | 庄野真代   | 中島薫C.A.         | 長戸大幸          | 宇徳敬子 & 近藤房之助 | 6:00  |
| 合計時間: | 合計時間:                              | 合計時間:  | 合計時間:          | 合計時間:         | 合計時間:             | 43:42 |